# Дуброво (Пуховицький район)
Дуброво (біл. вёска Дуброва) — село в складі Пуховицького району Мінської області, Білорусь. Село підпорядковане Новопольській сільській раді, розташоване в центральній частині області.